# Rachat de prisonniers politiques est-allemands
Le rachat de prisonniers politiques est-allemands (en allemand : Häftlingsfreikauf) est une pratique de libération de prisonniers politiques détenus en République démocratique allemande, contre rémunération par la République fédérale d'Allemagne, qui eut cours de fin 1962 à 1989.
Par cette libération de prisonniers politiques, la RDA renonçait à une partie de l'emprisonnement dans des cas sélectionnés pour lesquels la République fédérale rémunérait la RDA avec des devises étrangères mais surtout sous forme de livraisons de marchandises. En Occident, ces transactions, orchestrées par des avocats, ont été qualifiées de traite des êtres humains par les personnes concernées et par le grand public. En RDA, il était interdit de parler de cette traite des êtres humains avec la République fédérale : en conséquence, la direction du SED exigeait la discrétion de la République fédérale et des restrictions de la liberté de la presse sur ce sujet. Les médias ouest-allemands ont alors quelque peu limité leurs reportages afin de ne pas compromettre des accords de rachats à plus grande échelle, et la libération de prisonniers politiques.
Cette possibilité de rachat eut l'effet d'un appel d'air sur la population cultivée et informée de la RDA car rien n'y avait changé en matière de droits humains. De nombreux universitaires et travailleurs qualifiés se sont ainsi retrouvés en Occident via un rachat de prisonniers et la blague qui circulait alors « Erich sort en dernier et éteint la lumière en sortant » reflétait la diminution constante du nombre de travailleurs qualifiés.
À leur propre demande, les prisonniers qui avaient été rachetés furent expatriés en République fédérale ; souvent tout droit sortis de prison et sans avoir pu dire au revoir à leurs proches ou à leurs codétenus au préalable.
Le rachat de prisonniers a commencé en 1962 et a pris fin à l'automne 1989 avec la révolution pacifique en RDA.
Entre 1964 et 1989, un total de 33 755 prisonniers politiques sont rachetés pour un montant de 3 436 900 755,12 deutschmarks. De plus, le gouvernement fédéral paye des « frais » pour le départ d'environ 250 000 personnes désireuses de quitter le pays.
Ce flux de devises et de marchandises d'ouest vers l'est a contribué à stabiliser la situation de la RDA qui connaissait une détresse financière depuis le début des années 1970.
L'Œuvre diaconale de l'Église protestante à Stuttgart a joué un certain rôle dans la médiation. Dans le jargon administratif de la RDA, on parlait d'« Affaires d'Eglise B » ou « Affaires B ». Les contacts entre églises et paroisses en Allemagne étaient étroits et tolérés par le Parti socialiste unifié d'Allemagne.

## Histoire

Évolution du rachat des prisonniers de 1963 à 1989.

Le premier rachat de prisonniers à lieu à Noël 1962 : vingt prisonniers et autant d'enfants sont libérés en échange de la livraison de trois wagons d'engrais potassique. Après une crise de coalition, le chancelier fédéral Konrad Adenauer constitue en décembre 1962 le cabinet Adenauer V et Rainer Barzel est nommé ministre fédéral chargé des relations avec l'Allemagne de l'Est.
Le rachat de prisonniers est pratiqué jusqu'en 1989, quelque temps avant la chute du mur de Berlin. Il est négocié officieusement au niveau gouvernemental. Après avoir porté initialement sur des cas individuels, le système se perfectionne. Entre 1964 et 1989, 33 755 prisonniers sont rachetés. Le prix par prisonnier est en moyenne d'environ 40 000 marks et passe par la suite à 95 847 marks, et atteindra à la fin jusqu'à 160 000 – 200 000 marks. Officiellement, la somme est évaluée par rapport aux prétendus « dommages » que le prisonnier aurait causé à la RDA (selon la justification semi-officielle) et à la compensation pour la formation ou les études qu'il a suivies (les études étaient gratuites en RDA).
Dans les faits, la RDA souffre d'une pénurie chronique de devises et a besoin de marks ouest ou d'autres devises convertibles. De plus, avec ce système de rachat, le problème de la réinsertion du prisonnier libéré dans la société socialiste ne se pose plus : l'historien Stefan Wolle décrit le rachat des prisonniers comme « une sorte d'élimination des déchets toxiques politiques ». Et si dans ce marché le principal intérêt de l'Allemagne de l'Est est sa mauvaise situation économique et son besoin de devises et biens étrangers, du côté de l'Allemagne de l'Ouest, on est conscient qu'après la construction du Mur en 1961, la RDA va perdurer et qu'il faut s'en accommoder.
Le négociateur des ventes de prisonniers est l'avocat est-allemand Wolfgang Vogel (en) (1925-2008) qui va jusqu'à accompagner les transports de prisonniers. Confident d'Erich Honecker, il est chargé de traiter avec la République fédérale d'Allemagne dans le « domaine humanitaire » c.a.d. le rachat de prisonniers et leur transfert. Il est secondé par Heinz Volpert, son officier de liaison de la Stasi, la police politique est-allemande qui veille sur tout le processus. Le chef de la Stasi Erich Mielke qualifie d'ailleurs ainsi ce système de rachat : « Oui, oui, nous les laissons [les condamnés] en prison, nous laissons la loi suivre son cours quand c'est nécessaire. Mais d'un autre côté, nous ne sommes pas idiots et nous ne laissons pas nos prisons pleines de parasites dont nous n'avons de toute façon pas besoin. Il y a des dizaines de milliers de criminels là-dedans ».
La RDA s'occupe discrètement du transport des prisonniers rachetés. Ceux-ci sont amenés à la frontière dans des bus, bientôt surnommés « bus miracles » à l'est, et remis à l'ouest dans des parkings discrets ou des clairières avant d'atteindre le camp d'accueil de Giessen.
Par la suite, les autorités occidentales organisent le transport avec deux bus Magirus-Deutz et des chauffeurs ouest-allemands. Les bus sont équipés de plaques d'immatriculation rotatives des deux pays : lors du trajet aller sur le territoire ouest-allemand, les bus affichent des plaques d'immatriculation de l'ouest, et après avoir traversé la frontière intérieure allemande, la simple pression d'un bouton fait pivoter la plaque qui devient alors une plaque est-allemande afin de ne pas attirer l'attention. Les prisonniers sont ensuite récupérés directement à la prison de Karl-Marx-Stadt. Des véhicules de la Stasi accompagnent les bus jusqu'au poste frontière. Après avoir traversé la frontière, les chauffeurs remettent les plaques d'immatriculation de la RFA,.
Avec les paiements en deutschmarks, le régime du SED finance, entre autres, des produits de luxe pour les dirigeants politiques et des équipements techniques pour perfectionner et dissimuler le système de dopage obligatoire de la RDA en place depuis 1974, y compris pour sportifs mineurs. Plus précisément, une large gamme d'équipements techniques est achetée avec les devises des rachats : de la vidéo, de la technologie de mesure, de l'informatique, ainsi que trois équipements de chromatographie en phase gazeuse au prix d'environ un demi-million de marks allemands chacun.
Sur l'argent perçu, la RDA n'a dépensé qu'environ 500 millions de marks allemands pour améliorer l'approvisionnement de ses habitants. Cela ne représentait qu'environ un septième des 3,44 milliards de marks allemands, dont 96 % provenaient de la vente de prisonniers et étaient transférés via le compte 0628, connu comme le « compte Honecker ».

## Critiques
Le rachat de prisonniers a été l'objet de critiques. D'une part, le potentiel de l'opposition en RDA s'en trouvait affaibli, tout comme la pression qu'elle pouvait exercer sur la direction de la RDA et le régime du SED. Pour Amnesty International, le rachat de prisonniers était une incitation pour la RDA à « produire » de nombreux prisonniers politiques condamnés à de longues peines de prison. Par exemple, en 1979, la peine de prison pour un « franchissement illégal grave de la frontière » est portée de cinq à huit ans.
L'historien Jan Philipp Wölbern, qui a étudié en profondeur le système de rachat des prisonniers, situe lui ce système entre « traite d'êtres humains et action humanitaire ».